# ماهی ساده‌جامه شیلی
ماهی ساده‌جامه شیلی (نام علمی: Aplochiton taeniatus) نام یک گونه از سرده ساده‌جامه‌ها است.